# Radio Futurs Médias
Radio Futurs Médias est une station de radio privée du Sénégal en français et wolof diffusant en FM depuis le 1er septembre 2003.
Elle appartient au groupe Futurs Médias. En septembre 2017, selon une étude Africascope, elle est la première radio la plus écoutée du Sénégal (la plus écoutée par les cadres dirigeants), position qu'elle conserve en janvier 2018 selon un sondage Médiamétrie/Omedia.

## Émissions
RFM est une radio généraliste avec un programme d'émissions diversifiées.
- RFM Matin, par Babacar Fall et Georges Déthié Diop
- Arobase RFM, par Joe Marone
- Thème de la semaine, par Ndoye Bane
- Les vertus de l'Islam, par Oustaz Abdou Karim Bâ
- Njàngalem Diine, par Oustaz Mor Thiam et Elhadji Moustapha Ndiaye
- Yobbàlu jullit, par Serigne Mame Mor Mbacké
- Ecclésial, par George Déthié Diop
- Xalam, par Ana Rocha, Fama Dione
- RFM santé, par Awa Mbaye, Salimata Aw
- Le marché, par Nafissatou Sylla
- Xiibar yi 16h30, par Macoumba Bèye
- RFM soir, par Macoumba Bèye et Jean Paul Ndour
- Sports week-end, par Cheikh Tidiane Diagne,  Papa Malick Diaw, Malal Junior Diagne
- Ecodev, par Abdoulaye Cissé
- Real One, par Kalz, Olibi
- 17/18, par Niatam Bâ
- Dieum Kanam, par Koloss
- Deugueuntan, par Abba No Stress
- En classe, par Elhadji Ndiogou Diène
- Bon week-end, par Kalz
- Démb, par Abdoulaye Diop
- Péncum Làmb, par Malick Thiandoum et Elhadji Thierno Ndiaye
- FDS, par Mouhamed Joe Diop
- Pencoo, par Elhadji Assane Guèye
- Wax sa Xalaat, par Cheikh Tidiane Diagne
- Grand journal 12H, par Souleymane Niang, Georges Déthié Diop
- Grand journal 13H, par Mamadou Mouhamed Ndiaye,  Elhadji Ndiogou Diène
- Allo présidence par Pér bou xar, Doyen & co.
- Yoon Wi, par El Hadji Assane Guèye
- En direct des stades, par Abdoulaye Diaw
- Xalass par Mamadou Mouhamed Ndiaye, Abba No Stress et Malal Junior Diagne
- Remue-ménage, par Docteur Mouhamed Alimou Bâ
- Grand Jury, par Babacar Fall

## Diffusion
La radio dispose d'une couverture FM dans les plus grandes villes sénégalaises : Thiès, Mbour, Saint-Louis, Matam, Kaolack, Louga, Ziguinchor, Touba Mbacké, Richard Toll, Tambacounda, Kolda.